# 2758 Корделія
2758 Корделія (2758 Cordelia) — астероїд головного поясу, відкритий 1 вересня 1978 року.
Тіссеранів параметр щодо Юпітера — 3,384.